# Gangbare jaartelling
Gangbare jaartelling, gewone tijdrekening of onze jaartelling zijn de Nederlandse vertalingen van het Engelse begrip ‘Common Era’ of ‘Current Era’, vaak afgekort tot CE. Dit zijn alternatieven op de standaardnotatie 'na Christus' of 'n.Chr.', die men om verscheidene redenen wil vermijden. Buiten het Nederlands en Engels bestaan in veel andere talen ook alternatieven voor deze notatie.

## Argumentatie
De term 'gangbare jaartelling' wordt door sommigen beschouwd als neutraal (seculier) synoniem voor de aanduiding vóór/na (de geboorte van) Christus (v.Chr./n.Chr.; in het Latijn ante Christum natum of AC en anno Domini of AD) of in de christelijke jaartelling. Zij geven de volgende argumenten:
- Duidelijkheid: Vooral in het belang van wetenschappelijk onderzoek naar de oudheid en in het bijzonder de ontstaansgeschiedenis van het christendom is het belangrijk om het jaar 1 (n.Chr.) niet als werkelijk geboortejaar van Jezus Christus te beschouwen, omdat dit omstreden en onzeker is. Het Nieuwe Testament spreekt zichzelf tussen Matteüs 2:1 en Lucas 2:1-7 tegen, die samen stellen dat Jezus enerzijds werd geboren tijdens het koningschap van Herodes de Grote (tot 4 v.Chr.) en anderzijds tijdens het gouverneurschap van Quirinius (sinds 6 n.Chr.), waartussen een gat van 10 jaar zit.[4] Het is niet duidelijk hoe Dionysius Exiguus, die de christelijke jaartelling in 525 opstelde, tot zijn berekening van Christus' geboortejaar is gekomen, maar het is praktisch de inmiddels al 15 eeuwen gebruikte jaartelling te handhaven, los van nieuwe inzichten over wanneer Christus precies is geboren.
- Aanvaardbaarheid: Het stelsel van de christelijke jaartelling, met de gregoriaanse kalender, wordt door de benaming "gangbare jaartelling" aanvaardbaar(der) voor niet-christenen en seculiere christenen over de gehele wereld.[5][6]
- Standaardisering: door wereldwijde aanvaarding kan in interculturele communicatie (zoals in de wetenschap) standaardisering plaatsvinden en hoeft men niet steeds om te rekenen, met alle mogelijke fouten van dien.

Anderen vinden het echter niet meer of minder neutraal dan 'vóór/na Christus'. Zij geven de volgende argumenten:
- IJkpunt blijft geboorte van Christus: omdat men het door Exiguus vastgestelde geboortejaar van Christus nog steeds als uitgangspunt neemt voor de tijdrekening, en er slechts een andere naam aan geeft, doet men onnodig moeilijk.[6] Bovendien wordt het heel arbitrair en onpraktisch als men alsnog een ander uitgangspunt wil nemen (zie verderop).
- Traditie: Sinds het jaar 525 heeft men nu eenmaal in de christelijke geschiedschrijving 'vóór/na Christus' geschreven, en er is geen reden om het te veranderen omdat iedereen het al eeuwen begrijpt. De praktijk is dat "gangbare jaartelling" in het Nederlands niet of nauwelijks wordt gebruikt en dat ook in de wetenschap nog standaard wordt gewerkt met 'vóór/na Christus'.

### Alternatief beginjaar
Hoewel er in het verleden radicale post-christelijke kalenders zijn ingevoerd om met het verleden te breken, zoals de Franse republikeinse kalender (die zelfs maanden en dagen hernoemde en weken omvormde tot decaden) en de Italiaanse fascistische jaartelling, bleek onder meer vanuit het oogpunt van geschiedschrijving onhandig; men moest steeds vanuit een ander beginjaar rekenen dan men al eeuwen gewend was, en omdat de buurlanden niet meededen isoleerde men zich. Vanuit praktisch oogpunt wordt de (door Exiguus veronderstelde) geboorte van Christus door secularisten tegenwoordig toch maar aangehouden als ijkpunt en het jaar waarin die geboorte zou hebben plaatsgevonden als jaar 1 bestempeld (er is geen jaar nul, het jaar 1 v.Chr. wordt gevolgd door het jaar 1 n.Chr.), ook al vinden zij dat geen belangrijke gebeurtenis meer. Er zijn echter uitzonderingen, zoals de filosoof Floris van den Berg, die voorstelde "om de jaartelling te ijken aan een belangrijke positieve gebeurtenis als de totstandkoming van de Universele Verklaring voor de Rechten van de Mens in 1948. Dat zou dan het jaar 1 zijn en 2009 is het jaar 62." Volgens dat systeem zouden we nu niet in 2025 leven, maar in het jaar 78.

## Geschiedenis per taal
Een vervangende term voor de traditionele christelijke notatie verschilt van taal tot taal en is afhankelijk van de historisch-culturele ontwikkelingen in ieder taalgebied. Vaak bestaan er ook meerdere alternatieven.

### Chinees
De Volksrepubliek China heeft sinds 1949 de keizerlijke jaartitels vervangen door de jaartellingsnaam gōngyuán (公元), wat 'gebruikelijke tijdsrekening' betekent en ook Christus' veronderstelde geboorte als ijkpunt heeft, zonder er echter naar te verwijzen.

### Duits
Verlichte Duitse joden in Berlijn schijnen al in de 18e eeuw de formulering "(Vóór) gewone jaartelling" te hebben gebruikt, terwijl anderen zoals Moses Mendelssohn dit gebruik afwezen omdat dit de integratie van de joden in de Duitse samenleving zou hinderen. De formulering lijkt te zijn doorgezet onder Duitse joden in de 19e eeuw in vormen als vor der gewöhnlichen Zeitrechnung (vóór de gewoonlijke tijdrekening). In 1938 werd in nazi-Duitsland het gebruik van deze conventie voorgeschreven voor schoolboeken door de NS-Lehrerbund, de Nationaalsocialistische Lerarenbond. De Reichslehrgang der Gaufachbearbeiter für Vor- und Frühgeschichte kwam met eenzelfde voorschrift voor schoolboeken. De Time vond het ironisch dat "Ariërs bijna 200 jaar later een joods voorbeeld volgden." Het voorschrift werd niet algemeen ingevoerd; nazi's zoals Alfred Rosenberg en Hans F.K. Günther bleven in hun boeken de term "v. Chr." gebruiken.
In de Duitse Democratische Republiek (1949–1990) was v.u.Z. (vor unserer Zeitrechnung, "vóór onze tijdrekening") de standaardnotering van de overheid; men trachtte de invloed van godsdienst terug te dringen door religieuze verwijzingen te verwijderen, maar hield wel hetzelfde beginjaar aan. Sinds de val van het communisme in Oost-Europa is het niet meer officieel en heeft "vor/nach Christi Geburt" een heropleving doorgemaakt, maar v.u.Z. wordt nog steeds veel gebruikt.

### Engels
Traditioneel schreef men in het Engels Before Christ ("Vóór Christus", BC) en Anno Domini ("Jaar des Heren", AD); dit staat ook wel bekend als de BC/AD-notatie.

Het Engelse alternatief voor de expliciet christelijke notatie werd Common Era ("Gewoon/Huidig Tijdperk"), voor het eerst aangetroffen in 1708, als vertaling van het Latijnse Era Vulgaris. De eerste vermelding van Before Common Era ("Vóór Gewoon/Huidig Tijdperk") werd voor het eerst gedaan in 1770 in een vertaling van een Duitstalig boek van Jakob Friedrich Bielfeld.
In de hedendaagse Angelsaksische wetenschap is het gebruik van BCE/CE algemeen, hoewel ook het BC/AD-stelsel nog functioneert.
Op 25 september 2011 meldde de Britse krant Daily Mail dat de BBC voortaan BCE en CE gaat gebruiken in plaats van BC en AD, om niet-christenen tegemoet te komen. Volgens een BBC-woordvoerder werd de BC/AD-notatie nog steeds standaard gebruikt, maar het is mogelijk om daarvan af te wijken, vooral in historisch onderzoek waar dat gebruikelijker is. Het feit dat het online BBC-dossier over religie de BCE/CE-notatie gebruikt uit "neutraliteit" en "om niet-christenen niet te vervreemden of te kwetsen" zou slechts een individuele beslissing zijn geweest die niet voor de BBC als geheel gold. Talloze Britse universiteiten, musea, historici en boekwinkels hebben BC/AD geheel laten vallen of gebruiken het naast de BCE/CE-notatie.

### Frans
In het Frans heeft men in plaats van de republikeinse kalender (1792-1805) weer de christelijke jaarnotatie opgenomen: 'av./ap. J.-C.' (avant/après Jésus-Christ, "vóór/na Jezus Christus"), maar in de 20e en 21e eeuw wordt er soms ook weer ÈC (Ère commune, afgeleid van het Engelse Common Era) of ÈV (Ère vulgaire, afgeleid van het Latijnse Era Vulgaris) geschreven. Voor jaartallen vóór het beginjaar gebruikt men vaak een minteken ('−'), bijvoorbeeld het overlijdensjaar van Alexander de Grote is −323; daarin volgt men ISO 8601, dat geen BC of BCE gebruikt vóór het beginjaar. Dit gebruik van een minteken komt in het Nederlands vrijwel alleen voor in historische atlassen, met name als op één kaart zowel jaartallen van vóór als na het beginjaar staan.

### Nederlands
Vrijwel alle Nederlandstalige teksten gebruiken de notatie v.Chr./n.Chr. De alternatieven die zo nu en dan worden gesuggereerd zijn over het algemeen vertalingen uit het Engels. Voorbeelden hiervan zijn 'v.g.j./g.j.' ([vóór] gangbare/gewone jaartelling), 'v.o.j./n.o.j.' (vóór/na [het begin van] onze jaartelling) of 'v.d.g.j./n.d.g.j.' (vóór/na de gewone jaartelling). Ook worden aanduidingen als v.t. en n.t. vaak gebruikt in wetenschappelijke geschriften.
De reactie van de NOS naar aanleiding van het nieuws van 25 september 2011 dat de BBC overging op de BCE/CE-notatie was:
De tijdsaanduidingen 'voor Christus' en 'na Christus' zijn breed geaccepteerd in onze samenleving en onze cultuur; het geloof in Christus staat daar volledig los van.
Bij een peiling op de website van Onze Taal in februari 2017 gaf 71% van de 1395 respondenten aan dat 'voor/na Christus' 'prima volstaat', de andere 29% was voorstander van 'aanduidingen als 'voor/na het begin van de jaartelling'.

### Noors
De redactie van het Grote Noorse Lexicon (Store norske leksikon, SNL) liet op 26 oktober 2012 weten dat zij voortaan før/etter Kristus of 'f.Kr./e.Kr.' ("voor/na Christus") gaat vervangen door før/etter vår tidsregning of 'fvt./evt.' ("voor/na onze tijdrekening") bij datering van personen en gebeurtenissen. Het lexicon gaat daarmee in tegen advies van de Noorse Taalraad (Språkrådet) uit 2008, die stelde dat de f.Kr./e.Kr. een "neutrale tijdsaanduiding" was, waarmee de redactie van het SNL het oneens is: "het gebruik ervan [impliceert] een verplichting tot het bestaan van Jezus en zijn belangrijkheid."